# Aporum rhombopetalum
Aporum rhombopetalum é uma espécie de orquídea epífita de hábito pendente e flores pequenas, que habita Sumatra.